# Regine Velasquez
Regine Velasquez é nome artístico de Regina Encarnacion Ansong Velasquez (Tondo, 22 de abril de 1970) é cantora e atriz de grande sucesso na Ásia. Foi vencedora do Festival da Canção da Ásia e do Pacífico em 1989.